# Византийский быт

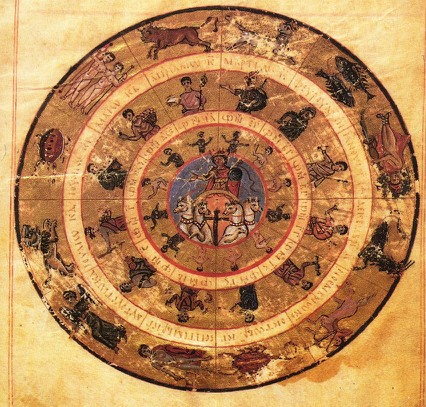
Гелиос в окружении знаков зодиака. Среди византийцев была распространена вера в астрологию.

Византийский быт — сфера культуры византийского общества, основной целью которой было удовлетворение его материальных, общественных и духовных потребностей. Он характеризуется, как и вся жизнь византийского общества, сочетанием архаичных позднеантичных черт с христианской религиозностью. Христианство, в его византийской (позже была названа православной) форме, имело безоговорочное влияние на повседневную жизнь каждого византийца. Это влияние ощущалось во всех сферах — от жизни государственного, публичного к интимно-семейному. Постоянное выражение религиозности было неотъемлемой частью византийского быта. В этом византийское общество было подобно другим средневековым европейским обществам.
Несмотря на первоочередную роль христианской религиозности в византийской жизни, античные влияния оставались достаточно значительными в течение всего времени существования Византийской империи. Следы этого можно увидеть в большей степени в других аспектах культурной жизни Византии, но они есть и в быту. Античные тенденции имели значительное влияние на византийское семейное право, особенно в ранневизантийский период. Их можно увидеть даже в сфере развлечений. Самым популярным видом развлечений среди византийцев были спектакли на ипподроме, что является непосредственным наследием римского времени. Византийцы считали себя прямыми наследниками Римской империи и называли себя ромеями, то есть римлянами. Идеологическая направленность на имперский универсализм сильно отразилась в сознании византийского общества и одновременно требовала у него постоянного внимания к своему античному прошлому, хотя часто и переосмысленному через призму христианства.
Другим фактором влияния, сыгравшим большую роль в формировании византийского быта, было влияние восточное. Это влияние было неизбежным, так как фактически наиболее значимыми были именно азиатские владения империи. Постоянный контакт в военной или торговой форме с восточными народами не мог не привести к восточному влиянию на различные сферы жизни и культуры византийцев.

## Религиозность

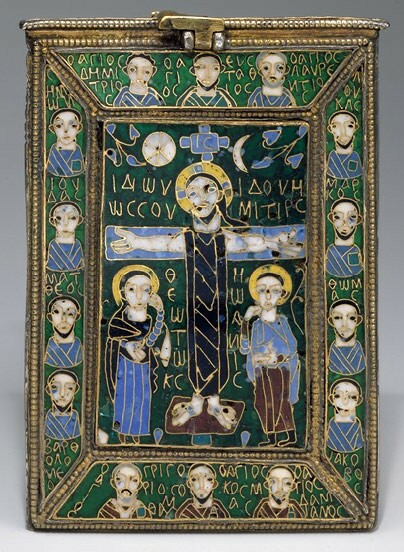
Византийская ставротека «Честного Креста» из музея Метрополитен, ок. 880 года

Византийское общество было очень религиозным. Религиозные — христианские — обычаи и представления пронизывали всю жизнь и каждый день византийца. Византийцы молились несколько раз в день, читали времена. В обычае было молиться каждый вечер допоздна, читать Писание и псалмы. Люди, подобно Никифору Фоке, который 
целую смену ночной стражи посылал к Богу молитвы и размышлял о Писании
, вызывали большое уважение. В трудные времена устраивались крестные ходы, в которых в Константинополе участвовали сами император и патриарх. Торжественным молебном отмечались также императорские военные триумфы.

Византийцы старались строго соблюдать пост. Кроме постов Великого, Петрова и рождественского постились также по средам и пятницам. Пост рассматривался и как средство оздоровления организма. Кекавмен советует: 
если заболеешь, постись и лечись без врача.

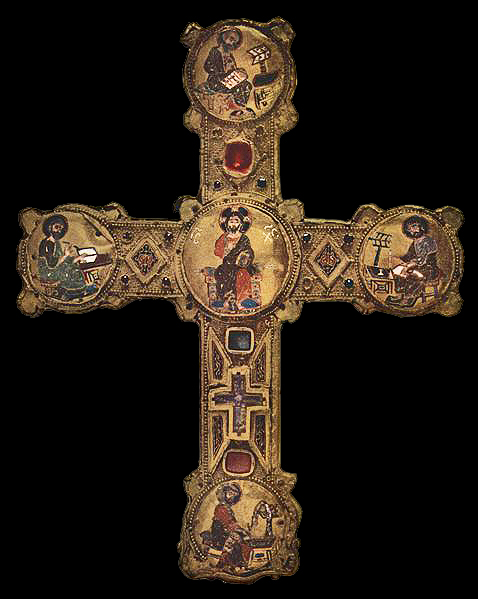
Крест-реликварий из Козенцы с изображением Христа и евангелистов. Пример византийского искусства эмали, XII в.

Большое развитие получили культы креста и Божьей Матери. Крест изображался на монетах и разнообразных прикладных предметах, был частью императорских инсигний и фактически одним из главных символов самой империи. Богородица же считалась заступницей людей перед своим царствующим Сыном — Христом-Пантократором (Вседержителем). Именно к ней обращали свои молитвы в трудный час, она была защитницей императоров и самого Государства ромеев. Императоры брали с собой специальную икону Богоматери Одигитрии. Согласно Роберу де Кларе, цари 
настолько верили в эту икону, считали, будто ни один человек, который берет эту икону с собой в бой, не может потерпеть поражение.
Византийцы на религиозные праздники всегда посещали литургию. Монастыри также устраивали специальные праздники. Особенно пышными были такие праздники в константинопольских монастырях. Например, монастырь Богородицы Одигитрии устраивал каждый вторник вынос почитаемой иконы. В монастырь приходило большое количество людей, изображение Богородицы на камне поднимал один из 20 специально отобранных и одетых в одежду из красного льна мужчин. Икону выносили на площадь, которую человек с иконой должен был обойти 50 раз. После чего икону брал другой и т. д. Во время этого действа хор всё время пел «Господи помилуй».

## Семья
Византийцы считали семью своей главной опорой. Такая роль семьи особенно усиливается вместе с падением, особенно в высших кругах, роли дружбы, которая превращается в систему связей. В ранневизантийский и средневизантийский период семья зачастую является не индивидуальной, а большой, объединявшей несколько индивидуальных семей ближайших родственников. Такая форма семейной жизни распространена как среди высших, так и среди низших слоёв византийского общества, как среди сельского, так и среди городского населения. Женатые сыновья редко отделялись от своих родителей до достижения 24-25-летнего возраста. Иногда встречались семьи, где вместе с дедами и отцами жили их женатые внуки. Но постепенно среди высших слоёв и среди городских жителей распространяется парная семья. В сельской местности процесс распада большой семьи был дольше, чем в городе, поэтому там можно было встретить и семьи, состоявшие из 30 человек.

### Брак
Византийцы заключали брак достаточно рано — в 14-15 лет для юношей и 13-14 для девушек. Среди высших слоев могли встречаться и более ранние браки, хотя они осуждались церковью. Встречались такие браки и в неаристократичной среде: известен случай, когда архиепископ Иоанн Апокавк был вынужден расторгнуть брак 30-летнего мужчины и шестилетней девочки, которую насильно выдали её мать и отчим.
Браку предшествовала помолвка, проходившая по инициативе родителей невест и часто в очень раннем возрасте. Такая практика имела целью обеспечить интересы родителей будущих мужа и жены; нередкими были браки по расчёту. Для сельских жителей и бедных слоёв населения была важной возможность получить дополнительные рабочие руки. Помолвка сопровождались церковным благословением и заключением договора, который должен регулировать имущественные вопросы, вопросы наследования имущества, мог устанавливать местожительство невесты до бракосочетания. Акт помолвки носил официальный характер и находился под контролем государства. В случае расторжения помолвки без серьёзных причин, стороной, которая это осуществила, выплачивался штраф государству и неустойка противоположной стороне.
Форма заключения брака долгое время была достаточно простой. В бедных семьях она сопровождалась лишь достаточно простым благословением священника или выражением согласия молодожёнами на брак при нескольких свидетелях. Но с X-XI вв. такой способ заключения брака начинает считаться недостаточным и признаётся только тот брак, который был заключён через венчание и заключение брачного договора.

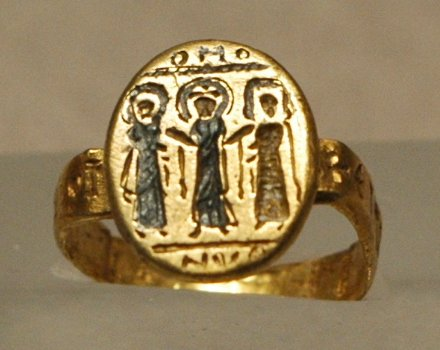
Свадебное кольцо. VII века

В обеспеченных семьях накануне свадьбы рассылались приглашения, а покои новобрачных украшались дорогими тканями, мебелью, различными предметами роскоши. Все гости должны были быть одеты в белое. Когда они собирались в доме невесты, жених приезжал в сопровождении музыкантов. В это время невеста ждала его, одетая в платье из парчи, голова и лицо были закрыты вуалью. Когда жених подходил к ней, она открывала своё лицо. Иногда это было впервые, когда молодожёны видели лица друг друга. После этого все отправлялись в церковь, где проходило венчание. По дороге их осыпали лепестками цветов. С XI в. в церкви также подписывалось брачное соглашение, и после этого устраивался брачный пир. Во время пира мужчины и женщины имели право сидеть за разными столами. Когда наступала ночь, гости с песнями сопровождали молодых в спальню, а утром с песнями же будили их. С VII в. появилась традиция, согласно которой жених должен дарить своей невесте кольцо и пояс. Хотя в бедных семьях пояс не дарили. Кольцо дарилось, когда молодожёны впервые входили в свои покои, и имело плоскую или восьмигранную форму. Если кольцо было восьмигранным, его лицевые части украшались изображениями библейских сюжетов, а центральная часть сценой заключения брака. Особенно пышными были брачные церемонии императоров. Торжества начинались с приезда в Константинополь невесты императора или наследника престола, сразу после которого она должна была посетить монастырь Пиги. После этого происходил приём невесты будущим мужем и отцом. Одним из важнейших обрядов было представление невесты народу, обставлялось оно очень пышно. Песни для хора, сопровождавшего императорские брачные церемонии, писали известнейшие риторы своего времени. Так же, как и при заключении брака другими византийцами, императорские торжества завершались пиршеством. Такие празднования могли продолжаться достаточно долго.
Не запрещались, но и не одобрялись повторные браки. Третий брак осуждался, а четвёртый был запрещён церковью. Хотя иногда такие запреты нарушались в императорской семье, когда по политическим или личным мотивам императоры вступали в несколько браков, даже ценой изменения патриарха. Запрещены были браки лиц, которые были родственниками до шестого, а с XI в. и до седьмого колена, браки между духовными родственниками — крестными родителями и детьми, кумовьями (такие браки приравнивались к кровосмешению). Запрещались или ограничивались браки между христианами и иноверцами и душевнобольными. В более ранний период истории Византии, когда ещё значительным было рабство, важную роль играли ограничения на браки между свободными и рабами.

### Роль женщины

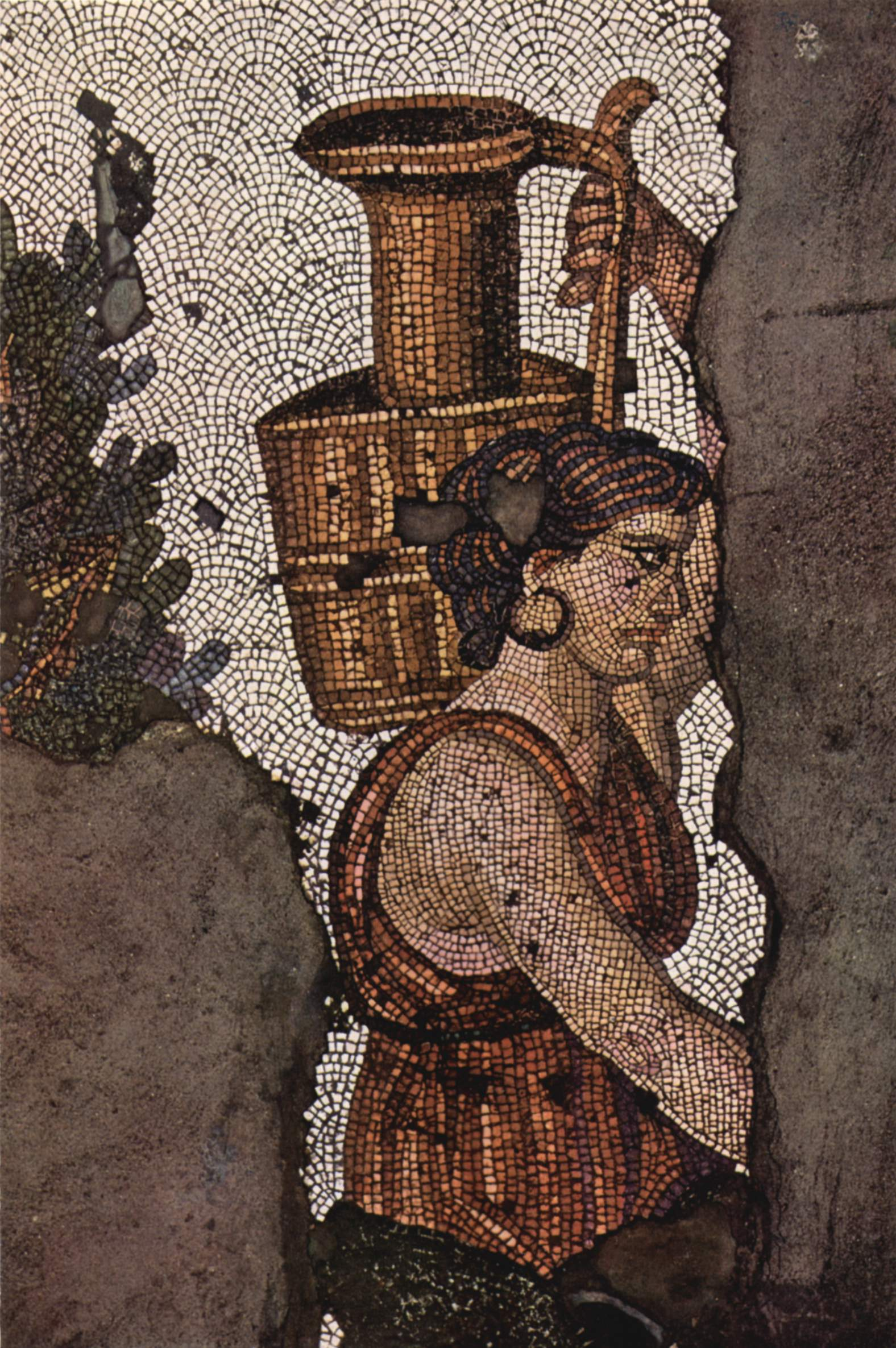
Женщина с кувшином. Мозаика Большого императорского дворца, Константинополь

На представления о роли женщины в византийском обществе большое влияние оказали восточные традиции. Византийская женщина традиционно получала домашнее образование. Она находилась под постоянной опекой мужчин своей семьи, не могла свидетельствовать в суде, быть опекуном, членом ремесленной корпорации, не могла занимать официальные должности. Женщины из высших и средних слоев населения постоянно находились в гинекее, лишь иногда выходя на улицу и при этом всегда прикрывая голову покрывалом. Но вместе с тем, начиная с VIII—XI века, византийское законодательство подчёркивает равноправие женщины в имущественных отношениях. Приданое оставалось в полном распоряжении женщины, его даже нельзя было отобрать за долги мужа. В случае, если жена умирала бездетной, её муж наследовал четверть приданого, а жена в таком же случае становилась наследницей всего имущества своего мужа.
В семейной жизни отношения между супругами регулировались в основном традициями. На плечи жены ложилось ведение практически всего домашнего хозяйства, часто даже в очень обеспеченных семьях. У низших слоёв византийского населения для женщин обычным было выполнять такие работы, как прядение, ткачество и изготовление одежды. Встречались случаи, когда женщины торговали в магазинчиках, особенно тех, которые были ими получены в приданое. Именно женщины составляли большую часть мелких рыночных торговок. Одновременно представительницы высших слоев византийского общества часто управляли поместьями, особенно значительной была такая роль женщины в имениях полководцев и других лиц, служивших в отдалённых провинциях империи. В большинстве женских монастырей именно настоятельница управляла их хозяйством, а мужчины-экономы были зачастую просто исполнителями.

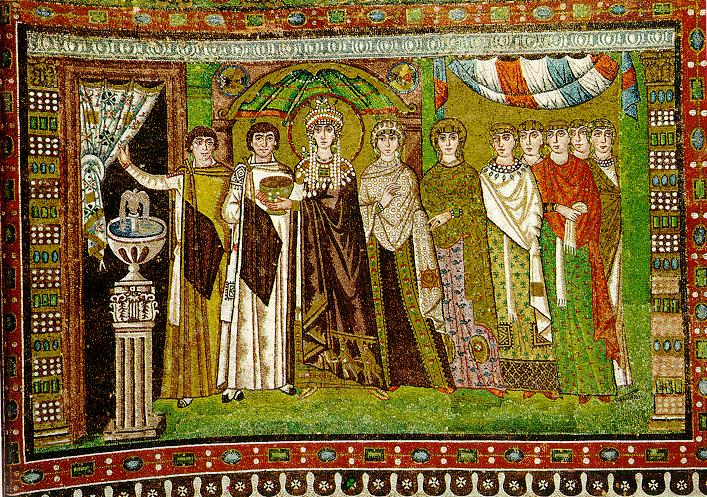
Императрица Феодора, жена Юстиниана I, с придворными дамами. Равенна, Сан-Витале.

Женщины из императорских и приближённых к императорскому двору семей могли влиять на политику. Среди примеров многих правящих византийских императриц можно выделить Анну Далассину — мать императора Алексея I Комнина. В 1081 году, когда Алексей Комнин был вынужден покинуть Константинополь для борьбы с норманнскими подразделениями Роберта Гвискара, он назначил её специальным хрисовулом правительницей государства с полной властью. Анна Далассина во время своего правления пыталась вникать во все, даже мельчайшие, дела. Согласно сообщениям Анны Комнин, день её бабушки начинался с приёма государственных чиновников и рассмотрения всевозможных просьб, позже она посещала богослужения и до вечера занималась государственными делами. Согласно воле сына, она 20 лет была его соправительницей и, когда почувствовала, что её опека наскучивает Алексею, отправилась в монастырь. Другим случаем большого влияния женщины на императора была жена Юстиниана Великого Феодора.

Византийцы особенно ценили в женщине её преданность семье, любовь к своим детям. Упоминая Анну, Алексей Комнин писал в своём хрисовуле, которым назначал её соправительницей: 
Никто не может сравниться с добросердечные и чадолюбивый матерью, и нет защиты надежного за неё, когда предполагается опасность или другие бедствия. Если она советует, совет её надежный, если она молится, её молитвы становятся для детей опорой и непобедимой стражей.

Также ценились образованность, воспитанность. Историк Никифор Григора хвалит за это императрицу Ирину Ласкариню и свою ученицу — дочь Феодора Метохита. О жене деспота Константина Палеолога Евдокии он пишет, что она 
была не без светского образования; когда попадался случай она могла свободно разговаривать обо всем ... ученые называли её пифагориянкою Феано и второй Ипатию
Византийцы считали обязательным для женщины иметь красоту, мягкий характер, грациозность. Женская красота ценилась очень высоко, её воспевали. Михаил Пселл, рассказывая о своей матери в её юные годы, подчёркивает, что она была очаровательной девушкой и, хотя достаток не позволял носить ей пышные туалеты, но грациозностью своего состояния, красотой волос, прекрасным цветом лица, ясным взглядом прекрасных глаз она захватывала всех, кто её видел. Михаил Пселл сравнивает свою мать с розой, которой не нужны никакие украшения. Выделяли женщин, которые имели средний рост, тонкую талию, нежную кожу лица, большие выразительные глаза и белоснежную улыбку. Отсутствие красоты часто воспринималась византийскими женщинами как трагедия.

### Дети
Для византийцев отсутствие детей было Божьей карой. Поэтому практически не предпринималось никаких мер для ограничения рождаемости, аборты были одним из тягчайших преступлений. Считалось необходимым относиться к детям с теплотой и пониманием. Не одобрялось битьё детей, а подчеркивалась необходимость использования убеждений и наставлений для их воспитания. Кекавмен пишет: 
Своих сыновей и дочерей бей не палкой, а словом и добрым советом.
Для византийской семьи, особенно сельской, крупнейшим благом считалось рождение сына. Когда рождалось несколько сыновей, то в VIII—IX вв. родители нередко оскопляли одного из них и отправляли в столицу. Такие евнухи могли сделать хорошую карьеру при царском дворе: бывали периоды, когда императоры назначали евнухов даже командующими армией.
Дети обоих полов и независимо от первородства имели одинаковые права на наследство. Оставить их без наследства можно было лишь в исключительных случаях (например, при правонарушениях, которые были направлены против родителей). В случаях, когда не было завещания, суд должен был разделить имущество умершего поровну между его детьми. Права незаконнорождённых детей были несколько ограничены, хотя и признавались византийским правом. Незаконнорождённые дети императоров и членов знатных родов часто использовались для заключения политически мотивированных браков, особенно в поздние периоды истории Византии.

## Квартира и домашнее хозяйство

### Жильё
Проживание византийцев зависело в первую очередь от их социально-материального положения. Дома византийской знати отличались роскошью и красотой. Большую часть времени представители высших слоёв византийского общества жили в городах. Городские дома сохраняли многие черты римских жилищ. Даже комнаты носили римские названия. В большинстве случаев дома были двух- или трёхэтажными и имели плоскую или двускатную крышу. Плоские крыши позволяли использовать их для приёма солнечных ванн. Перекрывались крыши кровельным железом со свинцовыми прокладками на стыках. Поздневизантийские городские дома зачастую строились из белого камня и имели балконы. Окна в них делались полукруглыми, чтобы украшать их внешний вид. Фасады домов были узкими, выходили на улицу. Но из-за тенденции к изоляции соседей друг от друга, пытались строить так, чтобы двери одного дома не находились напротив дверей другого. Для этого же служили железные ставни на окнах и металлические двери. Нижние этажи таких домов использовались для различных хозяйственных нужд, там находилась кухня и помещения для слуг. Под полом нижнего этажа выкапывалась яма для хранения продуктов питания. Нередко городские дома имели прямоугольный дворик с колодцем и небольшой садик. Интерьеры помещений знатных лиц выделялись использованием большого количества предметов роскоши. Пол мостился белым мрамором и полудрагоценными камнями, стены украшались мозаиками и росписью. Мебель могла быть настоящим произведением искусства. Для её украшения использовалось золото, слоновая кость, разнообразные драгоценные металлы. Хотя при императорском дворе долго сохранялась традиция лежать во время пиров, в большинстве частных жилищ её заменило использование стульев, табуреток, ящиков с приспособленными к сидению крышками. Для сна использовались постели, которые застилались матрасами, набитыми соломой. Их прикрывали дорогими тканями и коврами. Сельские усадьбы богатых византийцев были подобными городским жилищам, но могли отличаться большими размерами и большим количеством хозяйственных построек.

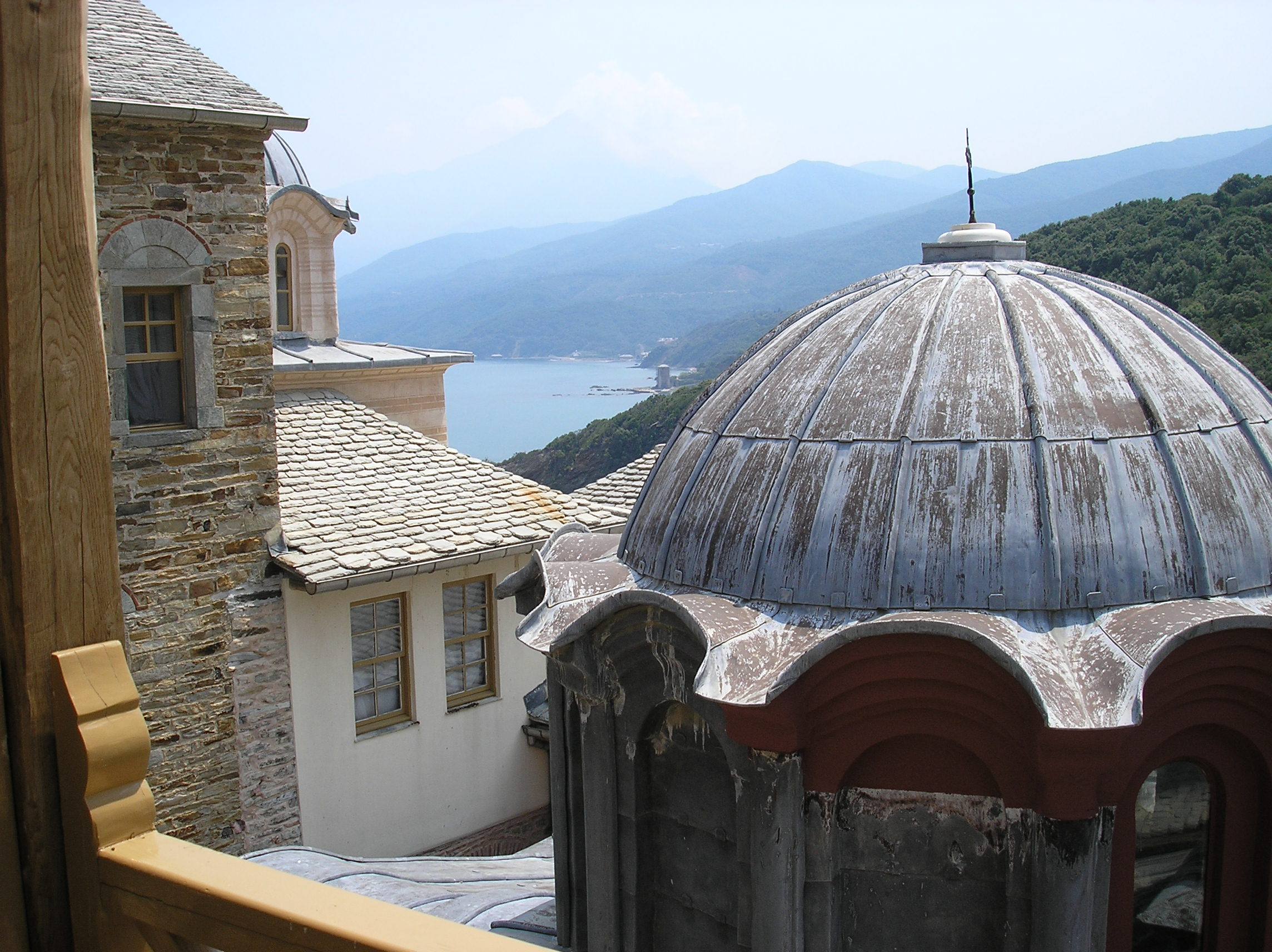

Жилища представителей бедных слоёв византийского общества и простых крестьян были достаточно простыми, а часто даже действительно убогими. В сёлах дома были одноэтажными и строились из камня или тростника, обмазанного глиной. Крыша перекрывалась в зависимости от материального состояния владельца кровельным железом, тростником или соломой. Пол был земляной, иногда мостился глиной. В городах дома часто были многоэтажными и бедные византийцы жили иногда только в одной комнате. Интерьер в бедных жилищах был очень скуден. Часто из мебели было лишь ложе, покрытое бедным матрасом.

## Развлечения и праздники

### Праздники
Византийские праздники можно разделить на несколько категорий:
1. Религиозные праздники
2. Светские народные праздники
3. Личные и семейные праздники

При этом праздники могли быть как общенародными, так и местными.
Византийцы широко отмечали различные религиозные христианские праздники. Особенно торжественно отмечались крупнейшие из них — Пасха, Рождество и Троица; праздники, которые чествовали Богородицу — Рождество Богородицы, Введение Богородицы в храм, Успение и др. Большую роль также играли дни памяти величайших святых: Иоанна Златоуста, Василия Великого, Георгия Победоносца, Николая Чудотворца, апостолов, Дмитрия Солунского, и др. Празднования, кроме обязательного посещения литургии, сопровождалось другими разнообразными торжественными действами. Большую роль играли пышные императорские выходы: на праздник Рождества Богородицы — в монастырь Левая, в день св. Иоанна Златоуста — в храм св. Софии, на праздник Введения Богородицы — в монастырь Богоматери Паривлепты, св. Георгия — до монастыря Манга, в дни памяти святых — в храмы, которые были им посвящены. Также празднования сопровождались громкими пирами, выступлениями мимов и музыкантов. Например, на Рождество в императорском дворце выступали различные музыканты — флейтисты, трубачи, цимбалист. На Пасху хоры зелёных и голубых выступали по Константинопольским церквям с разнообразными аккламациями, подобными тем, которые провозглашались на Ипподроме.
Большинство народных праздников сохранилось в Византии ещё с языческих времен, и поэтому они часто сохраняли старинные языческие формы в несколько переработанном виде. Наиболее долго языческие народные праздники в близком к первоначальному виде сохранились на тех землях империи, которые были достаточно изолированы от других её частей или из-за особенностей рельефа (горные местности), либо из-за достаточно позднего присоединения к Византийскому государству. Наиболее популярными народными праздниками этой категории были календы, брумалии и русалии.
Календы происходили от соответствующего римского праздника и в ранневизантийский период праздновались так же с 1 по 5 января. Но с увеличением влияния христианства период празднования календ переместился на рождественские праздники и стал длиться 12 дней. На Шестом Вселенском соборе празднование календ было запрещено, но популярность этого праздника была настолько большой, что запрет не играл практической роли. В народе календы праздновались традиционными переодеваниями в ночь на 1 января. Чаще всего женщины переодевались мужчинами, мужчины — женщинами. Надевались всевозможные маски, и ряженые ходили по домам и выпрашивали подарки. В императорском дворце основные празднования проходили в ночь на 2 января, когда император приглашал 12 так называемых «друзей» — 8 высших должностных лиц и по 2 представителя от каждой цирковой партии. Во время торжественного банкета устраивались «готские танцы»: четыре танцора, представляющие цирковые партии, переодетые «готами», в страшных масках, держа в руках щиты, по которым отбивали такт палочками, танцевали вокруг императорского стола. Одновременно танцоры пели особые песни, которые имели ранее ритуальный характер, но затем стали выполняться на такой испорченной латыни, что их значения уже никто не понимал. После этого хоры зеленых и голубых выполняли аккламации в честь императора и его семьи, фрагменты своего лучшего репертуара.
Брумалии были праздником зимнего солнцестояния. В народе они праздновались подобно календам. При дворе во время этого праздника происходило специальное действо, главным элементом которого были танцы придворных со свечами. После них император даровал участникам золотые монеты, а населению столицы — серебряные, и устраивал пир. Некоторое время, при императоре Романе I Лакапине, эти празднования были запрещены, но их восстановил Константин VII Багрянородный.
Русалии были праздником весны. В ходе них в селах устраивали разнообразные игры, а в Константинополе, на ипподроме происходило действо под названием мясного (греч.  μακελλαρικόν). Оно получило своё название потому, что основным его элементом был военный танец, который исполнялся мясниками и во время которого они манипулировали большими ножами. Этот танец можно было увидеть даже в XVII веке, когда его на стамбульском теперь уже ипподроме выполняли представители корпорации македонских мясников
Много языческих народных праздников были христианизированы и наполнены новым содержанием, сохраняя при этом старые формы. Среди таких праздников были празднования нового урожая винограда и летнего солнцестояния. Праздник нового урожая винограда традиционно сопровождался ритуалами, напоминавшими античные Дионисии (танцы, которые имитировали сборы и выжимку винограда, различные игры), ассоциировался с праздником Успения Богородицы, и в нём появилась церемония благословения нового урожая винограда. В столице Василевс в сопровождении Патриарха и придворных отправлялся на азиатский берег Босфора или Влахерны, где посреди виноградника уже ждали корзины с новым урожаем. Патриарх читал молитву для благословения винограда и после этого подавал виноградную гроздь Василевсу. В это же время Василевс подавал гроздь патриарху, а затем и всем остальным. Во время благословения хоры голубых и зеленых пели специальные гимны винограда. Праздник летнего солнцестояния стал ассоциироваться с днем св. Иоанна Крестителя. В этот день городские жители устраивали гадания. После заката маленькую девочку одевали как замужнюю. У неё должна быть ваза с узким горлом, куда гости бросали записки с пожеланиями. После этого по очереди подходили к девочке и спрашивали, что их ждет. В ответ она трясла вазу, переворачивала её, и на руку девочки выпадала соответствующая записка, которую она отдавала просителю. В сельской местности праздник отмечался прыганием через костер, что должно было принести удачу и защитить от злых духов.
Среди государственных светских праздников наиболее любимым был день рождения Константинополя, который отмечался 11 мая. Празднование начинались накануне с действа на ипподроме, который назывался овощным (греч. λαχανικόν). Ипподром украшался крестами из роз, выставлялись тележки с овощами, фруктами, рыбой. Лошади, которые участвовали в заездах, украшались попонами с золотой каймой и сбруей с драгоценными камнями. Каждый заезд чередовался с акламациями партий зеленых и голубых. Празднование заканчивалось общим пиром на самом ипподроме. К экстраординарным светским государственным торжествам относились также коронации и триумфы императоров, заключение браков членами императорской семьи, рождения багрянородных принцев. Во время таких торжеств от имени императора раздавались деньги, на улицах Константинополя устраивались общие банкеты, а хоры цирковых партий исполняли различные песнопения в честь праздника.

### Развлечения

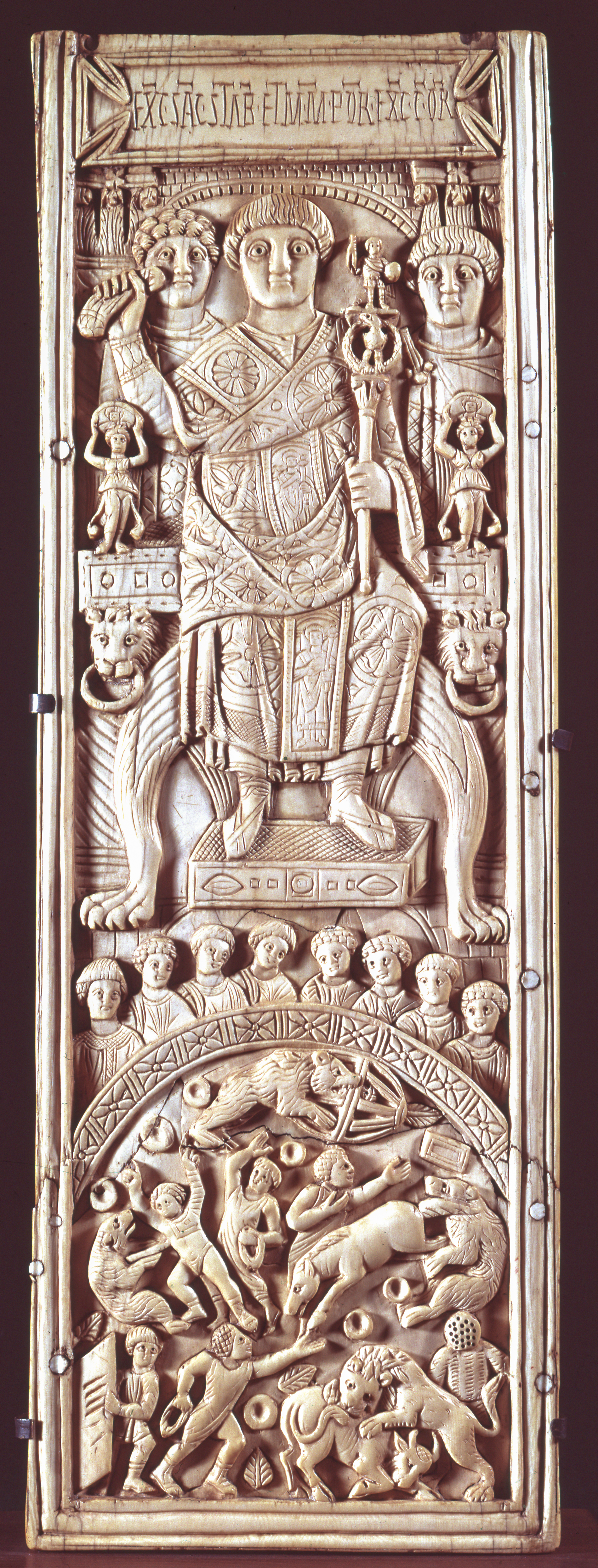
Консул Ареобиндий председательствует на играх. Пластина из слоновой кости. 506 год, Национальный музей Средневековья.

В Византии были распространены разнообразные развлечения — от игр и спортивных соревнований до простых прогулок на природе. Возможность участвовать в развлечениях во многом зависела от социального и материального положения лица. Происхождение византийских развлечений и игр было как местным или античным, так и заимствованным (с Востока или Запада).
Самым любимым всенародным развлечением были соревнования на константинопольском ипподроме. Разведением лошадей для конных соревнований на ипподроме занимались даже василевсы. Такие соревнования сопровождали зачастую различные праздники и торжества. Конные соревнования были очень пышными, и в ранневизантийский период происходило до 24 заездов. Но позже количество заездов сократилось до 8. Вход на Ипподром был свободен и посетители делились в зависимости от того, какую партию они поддерживали: зелёных, голубых, красных или белых. Позже от этих партий осталось только две — зелёных и голубых — и их, к тому времени высокая, общественная роль начала сокращаться. Каждый возница одевался в одежду цвета своей партии. Соревнования начинались лишь после появления самого императора, сопровождавшееся торжественными акламациямми, и по его знаку. Император находился в специальной ложе — кафисмах. Публика награждала победителей соревнований алодисментами, а император — золотом. В перерывах между заездами устраивались разнообразные цирковые представления, выступали хоры цирковых партий. С уменьшением количества конных заездов роль таких представлений в играх увеличивалась. В XI веке цирковые партии и конные соревнования существовали и в провинциальных городах.
Среди знати была очень популярной охота. Охотились на различных животных, используя для этого, кроме соответствующего оружия, также собак и соколов. Популярность охоты росла с повышением роли военной аристократии в византийском обществе. Она имела большое значение в демонстрации ловкости и силы и императоров, особенно в связи с осложнением внешнеполитической ситуации. Сцены императорской охоты изображались на различных изделиях искусства. Одним из примеров таких изделий является ларец из собора в Труа (Шампань, Франция). Этот пример византийской резьбы по кости X-XI вв. изображает царя-триумфатора (возможно, Василия II Болгаробойцу) и его подвиги. На боковых стенках ящика изображены сцены охоты. Спереди два всадника в панцирях и шлемах добивают льва, пронизанного стрелами. На другой стороне изображен воин, копьём убивающий затравленного собаками кабана. Такие сцены имели происхождение в иранском и мусульманском искусстве и демонстрировали могущество и бесстрашие императора. Охота была не только средством развлечения, но и возможностью завязать нужные знакомства или продвинуться по службе. Главный ловчий ястребиной и соколиной охоты (протоиеракарис) был значительной фигурой при императорском дворе; часто на такую службу назначались лица, которые были в дружеских отношениях с императорами с детства. Распространение охоты требовало содержания больших псарен. Собак часто привозили из далеких стран. Всё это требовало больших расходов, которые были тяжелым бременем для казны, особенно в поздневизантийский период. Те, кто не участвовал в охоте, также уезжали, потому что это давало возможность побывать на природе, или наблюдали за охотой как за зрелищем. По всей Византии существовали угодья для охоты, крупнейшие и самые известные из которых находились под Константинополем, в Болгарии (при Анхиали) и вблизи Дуная.
Были популярны спортивные игры и соревнования. Самым популярным спортивным соревнованием для знати была конная игра в мяч — циканий (по названию мяча). Во время игры две группы всадников, держа в правой руке палку с затянутой струнами петлёй на конце (похожую на ракетку), пытались захватить мяч и гнать его в установленное место. Игра проводилась в специальных помещениях — циканистриях, самым известным из которых был циканистрий у Большого дворца в Константинополе. Но часто аристократическая молодежь играла на площади перед дворцом. Были популярны и другие спортивные соревнования: в поздневизантийскую эпоху, особенно в правление Палеологов, когда усилилось западное влияние, устраивались соревнования, одновременно похожие на рыцарские турниры и итальянские турнироподобные джострои. В то же время сохранялись народные спортивные соревнования, которые вели своё происхождение от языческих игр. Например, в Спарте в X веке по субботам устраивались спортивные соревнования, которые посещал и местный стратиг. Соревнования были настолько популярны, что местные священники жаловались на то, что жители в большинстве своем посещают именно их, а не церковную службу.
Среди византийцев были популярны и такие игры, как игра в шашки, затрикий (шахматы) и игра в тавли — в кости на деньги. Иногда игра в кости принимала такие азартные формы, что, например, дука Кипра был вынужден её запретить в 1350 году.
Византийские дети играли в разные игры. Одной из любимых была игра под названием ампра. Игроки делились на две группы, каждая из которых имела своего вождя, состав и место, окружённое рвом. В этом месте держали пленных. Одна группа игроков должна преследовать другую, и прикосновением руки игрок превращался в пленника. Проигрывала та группа, все игроки которой попадали в плен. Популярной, но опасной была игра петрополемос. Она имитировала военные столкновения. Игра обычно проходила за городскими стенами. Две группы игроков разделялись рвом и бросали друг в друга — руками или пращой — камни. Победившая группа триумфально вступала в город. Такая игра часто заканчивалась травмами и даже смертью, потому дука (?) Крита был вынужден в 1369 году запретить её и ввести специальные наказания за несоблюдение запрета.

## Гигиена и косметика

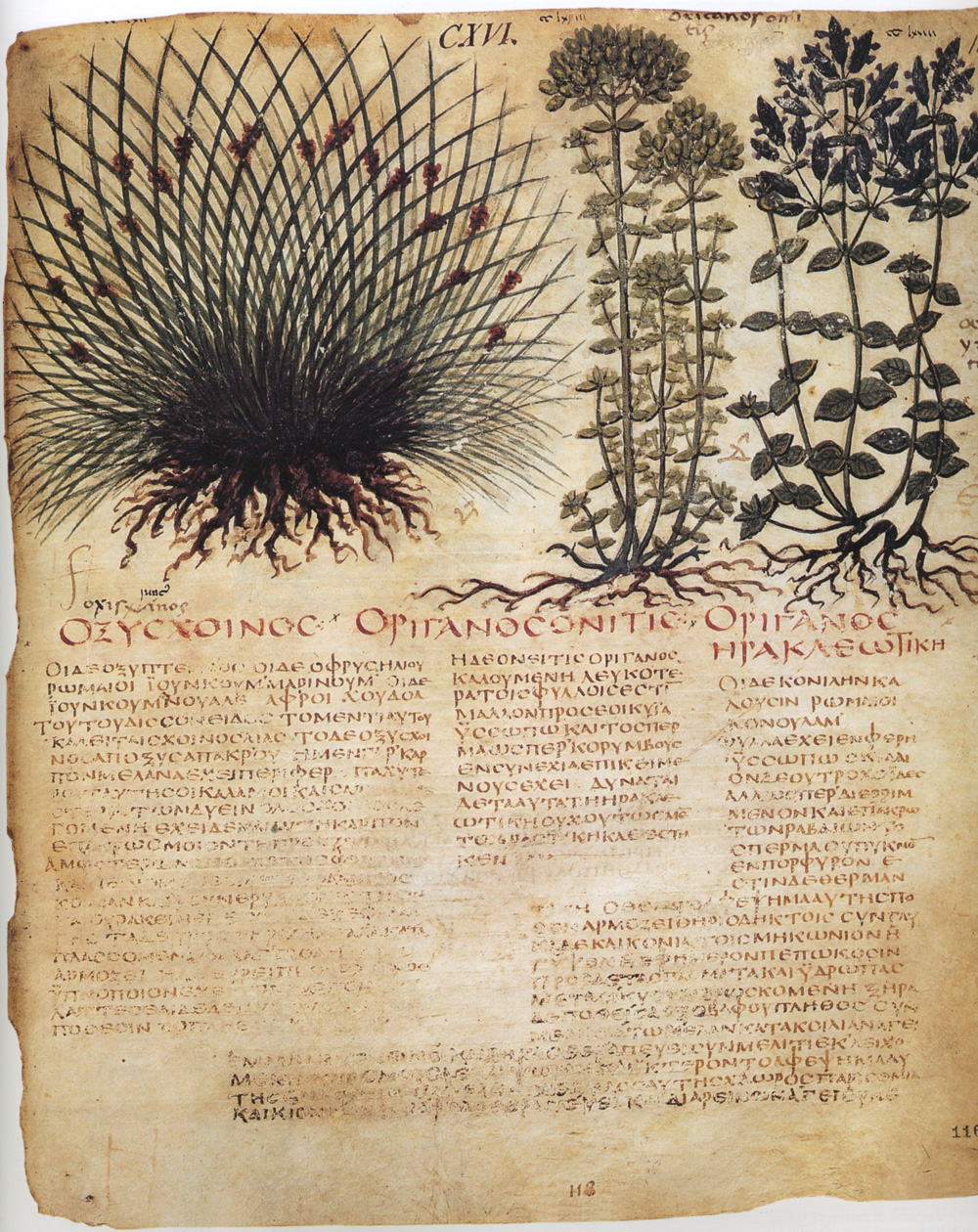
Страница из трактата Диоскурида «De Materia Medica» из Национальной Библиотеки, Неаполь. VII век

Традиции ухаживания за собой византийцы во многом унаследовали с античных времен. Некоторые гигиенические и косметические процедуры появились под влиянием Востока. Важную роль сыграло также социальное развитие византийского общества и то, что постепенно сельское население все больше преобладало над городским, а также демографическое развитие. Доступ к гигиеническим средствам во многом зависел и от материального положения византийцев, хотя, например, бани были доступны практически для всех слоёв населения.

### Бани
Традиция строить и пользоваться общественными банями была внедрена в Византии с римских времен. Даже по архитектуре строения они напоминали римские термы, но были меньших размеров. В ранневизантийский период общественные бани были обязательным элементом городского ландшафта, но в VII—IX вв. новые бани строятся только при частных имениях. Постепенно бани появляются при церквях, епископских замках, монастырях: часто бани переходили в их собственность вместе с завещанными на религиозные нужды частными помещениями и имениями. С IX в. строительство общественных бань возрождается, но в провинциальных небольших городах они остаются редкостью.
Строительство частных и общественных бань строго регламентировалось государством. Для пожарной безопасности они должны находиться на расстоянии 20-30 шагов от соседних зданий. Причём такие нормы касались как городов, так и загородной местности.
Популярность бань в крупных городах, особенно в Константинополе, была высокой весь период византийской истории. Они считались очень полезными для организма. Существовали различные медицинские рекомендации по использованию бань. Например, согласно «Медицинскому трактату» полные люди должны были после того как выступит пот натереть тело смесью из люпина, сухой кожуры цитрусовых и измельчённых листьев розмарина. Худые же должны были использовать для этого мякоть дыни, тыквы с мукой бобовых и сухими измельчёнными цветками роз. При купании использовали травы, увеличивающие потоотделение — майоран, мяту, ромашку.
При банях были гимнастические залы, которые были настолько популярными, что некоторые патриархи требовали закрытия бань на воскресный день.

### Косметика
Красота, особенно женская, очень ценилась в византийском обществе. Для её сохранения использовали различные косметические средства, о которых свидетельствует большое количество рецептов, дошедших до этого времени.
Самыми распространёнными были всевозможные парфюмерные изделия, которые были популярны и среди мужчин, и среди женщин. Компоненты для их изготовления доставлялись с Востока (чаще Индии и Аравии) и стоили очень дорого. Для изготовления такой парфюмерии нужно было знать много разных сложных рецептов, но были случаи, когда этим ремеслом увлекались дамы из высших придворных кругов. Среди таких была и императрица Зоя, по приказу которой привозили из Индии и Эфиопии очень дорогие ароматические средства, с которыми она экспериментировала в своих покоях, которые, по сообщению Михаила Пселла, были похожи на лабораторию.
Использовались другие различные косметические средства для ухода за кожей лица, волосами, против морщин и т. д. Например, если на лице появлялись морщины, то рекомендовалось раз в сутки смазать его растворённой в уксусе сухой кожурой дыни с небольшим количеством камеди и после этого вымыть лицо с чечевичной мукой. От морозов кожу лица защищали маслом лилий или нарциссов, а от жары — розовым маслом в сочетании с яичной мукой и другими компонентами. Чтобы волосы были пышными, их нужно было мыть с мукой из люпина, которая была смешана со свекольным соком. А для окрашивания волос в чёрный цвет использовали сок анемоны; иногда для этого использовали вороньи яйца. Для окраски волос в светлый цвет можно было помазать голову на три дня осадком старого вина, смешанного с смолой из сосновых шишек и розовым маслом.

### Захоронение

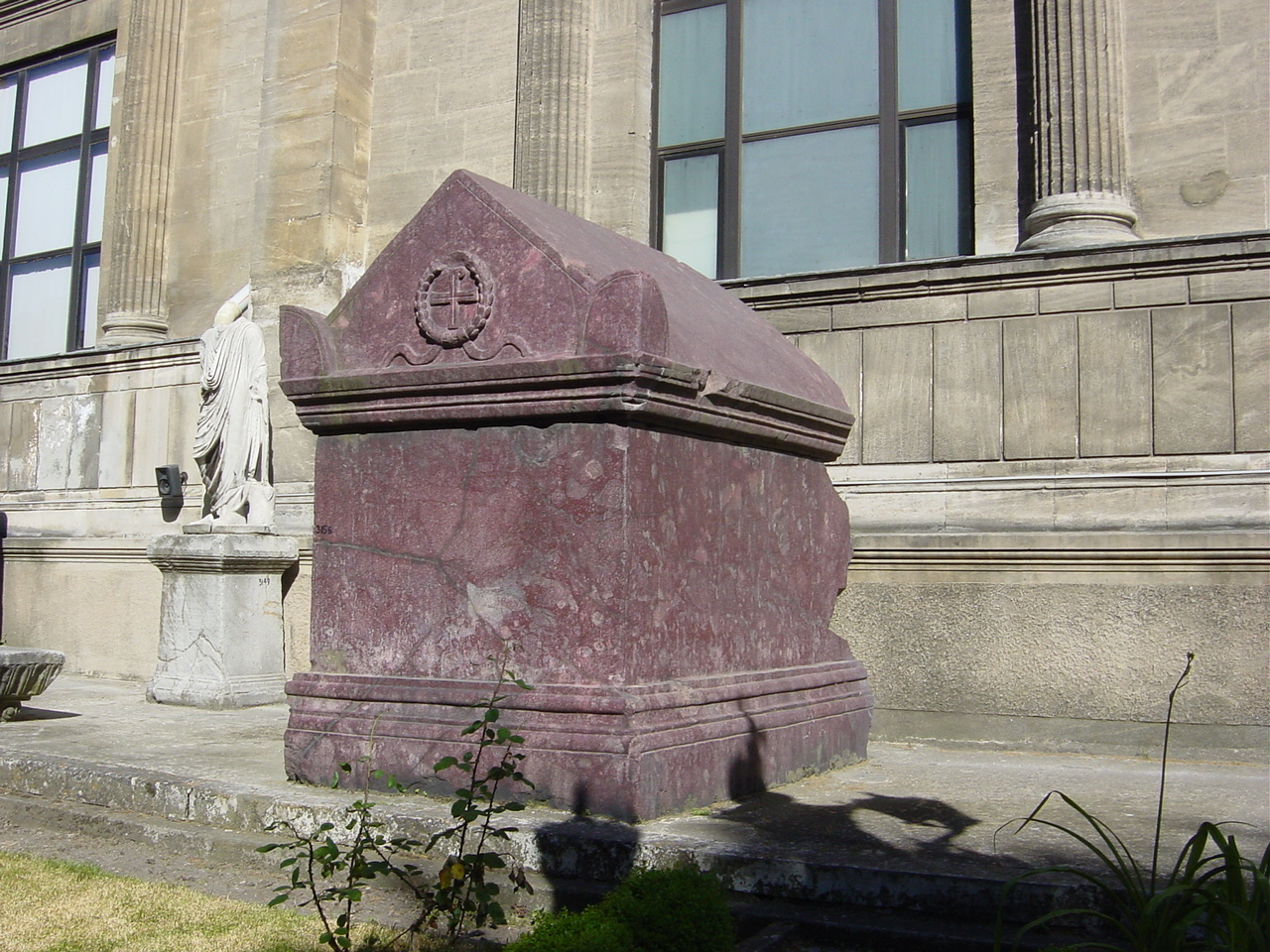
Византийский саркофаг

Сначала захоронения в Византийской империи делались только за пределами городов. Даже некрополь, который был на территории древнего Византия, а потом оказался в пределах Константинополя, был засыпан и застроен. Новый некрополь был создан за пределами стен Константина, хотя вошёл в территорию, ограниченную стенами Феодосия. Но даже при этом в пределах стен Константина всё равно не создавались захоронения.
В более позднее время кладбища начинают появляться и в пределах городов. В Константинополе это было связано с притоком большого количества нового населения и включением в городские границы всё новых и новых территорий. В других городах такие изменения стали следствием различных других демографических причин: варварскими вторжениями, резким уменьшением количества населения провинциальных городов. Если в ранневизантийский период все захоронения сосредоточивались в некрополе, то вместе с появлением кладбищ в городских пределах появляется и множество индивидуальных захоронений. При захоронении начинают придерживаться дифференциации в зависимости от профессии, характера смерти или имущественного состояния умершего. Богатые люди всё чаще для своего погребения основывают новые монастыри и храмы. В это же время можно видеть тенденцию другого характера — кладбища основываются на местах бывших монастырей и других культовых центров. Такой порядок захоронения сохранился до последних времен существования Византии.